# Bethlen Miklós (kancellár)
Bethleni gróf Bethlen Miklós (Kisbún, 1642. szeptember 1. – Bécs, 1716. október 27.) Bethlen Jánosnak, az Erdélyi Fejedelemség kancellárjának fia, államférfi és emlékíró.

## Élete
Apja, Bethlen János, és nagyapja, Váradi Miklós nagy gondot fordítottak neveltetésére. Első nevelője Naményi Mihály volt, aki 1649-ben kezdte meg Bethlen otthoni tanítását. 1652-ben Gyulafehérvárra került, ahol Keresztúri Bíró Pálnál folytatta tanulmányait, Keresztúri 1655-ös halála után pedig Isaac Basire folytatta oktatását. 1657-ben az Erdélybe betört lengyel csapatok miatt visszatért apjához Kisbúnra, majd Kolozsvárra utazott, ahol kisebb-nagyobb megszakításokkal 1660-ig tanult Apáczai Csere Jánosnál. 1659-ben készült első fontosabb, nyomtatásra szánt műve, egy függelék Apáczai értekezéseihez.
1661-ben elhagyta Erdélyt, és peregrinációra indult, járt Bécsben, Nürnbergben, Heidelbergben, Utrechtben és Leidenben is. 1661 augusztusától Samuel Pufendorf (1632–1694) Hugo Grotius (1583–1645) De jure pacis c. művét kommentáló előadásait hallgatta Heidelbergben. 1662-ben Utrechtbe, majd Leidenbe utazott, tovább mélyítette karteziánus elköteleződését. Utrechtben Frans Burmann (1628–1679) és Henrik de Roy (Henricus Regius, 1598–1679) munkásságával ismerkedett. Leidenben Johannes de Raey (1622–1702) előadásain Descartes németalföldi recepciójáról tanult, és Jacobus Goliusnál (1596–1667) Pierre Gassendi csillagászati előadásait hallgatta. 1663 decemberében Angliába utazott, majd hazafelé Párizsba tért, ahol Lionne államtitkárral tárgyalt erdélyi diplomáciai ügyekről. 1664-ben tért haza Erdélybe, XIV. Lajos üzenetét kézbesítette Apafi Mihály fejedelemnek, és egyből elfoglalta helyét apja oldalán az Erdélyi Fejedelemség diplomáciájában.
1664 szeptemberében Zrínyi Miklóshoz indult, hogy tárgyalásokat folytasson az erdélyi-magyar kapcsolatokról. Novemberben érkezett Csáktornyára, és szemtanúja lett Zrínyi vadászbalesetének. 1665-ben folytatta diplomáciai küldetését, Zrínyi Péterrel tárgyalt, majd Olaszországba utazott, ahol találkozott Grémonville-jel, a bécsi francia követtel. 1666-ban részt vett a murányi tárgyalásokon, Wesselényi Ferenc nádorral és a magyarországi elégületlenekkel is ismertette Erdély álláspontját a magyar-török kapcsolat szükségességéről. 
Visszatérve Udvarhelyszék főkapitányi tisztségét látta el. Az általa épített bethlenszentmiklósi kastély az erdélyi reneszánsz építészet egyik legszebb kastélya. Kemény János és Apafi Mihály bizalmi embere volt.
Meggondolatlanul belekeveredett Béldi Pál összeesküvésébe, 1676-ban Fogarason bebörtönözték, szabadulása után Kővár és Máramaros kapitánya lett.
Noha előnyösnek tartotta a Habsburgokkal kötendő szövetséget, de a balázsfalvi paktumot követően Moribunda Transylvania című beadványában tiltakozott az udvarnál a katonai uralom ellen. Ellenezte a fogarasi nyilatkozat aláírását, mert véleménye szerint a meghatalmazásuk nem terjedt ki „a fejedelemségnek és az országnak örökös elidenegítésére;” mivel egyedül maradt véleményével, végül ő is aláírta.
1690-ben Bécsbe került, ahol megfogalmazta a Diploma Leopoldinumot. Egy rövid időre I. Lipót helyzete megingott, ezt kihasználva íratta alá a császárral a rendeletet, amely kedvezőbb volt Erdély számára, mint a többi hasonló, többek közt Antonio Caraffa által összeállított tervezet. Az erdélyi rendek ugyanis kérték Lipóttól II. Apafi Mihály fejedelemségének elismerését. Franciaország és Lengyelország azonban Thökölyt támogatta, mivel már tartottak Lipót sikersorozatától, a zsoldosok pusztításai és a hatalmas adók miatt elégedetlen erdélyi nép sem állt ki Apafi mellett, Thököly pedig török és tatár segédlettel augusztus 21-én a zernyesti csatában megverte és fogságba ejtette Heissler császári altábornagyot. A Habsburg-párti Teleki Mihály elesett a harcban. Thökölyt a keresztényszigeti gyűlésen szeptember 25-én egyhangúlag fejedelemmé választották. Thököly a fogságba esett Heisslert küldte Lipóthoz az ajánlatával, miszerint csatlakozik a törökellenes küzdelmekhez, ha elismeri fejedelemségét, valamint birodalmi hercegi címet kap és a szerződést Lengyelország és Velence garantálja. Apafi nyilatkozatban ismerte el gyámjainak a brandenburgi választófejedelmet (III. Frigyes) és Orániai Vilmos angol királyt. Egyébként is angol és holland orientáltságú volt. Ebben a helyzetben Lipót aláírta Bethlen tervezetét. Októberre Thökölyt már kiszorították Erdélyből, így mire Bethlen Erdélybe ért, már vége volt a krízisnek.
1691-ben a fogarasi gyűlés Erdély kancellárjává szavazta meg, bár ő gubernátor szeretett volna lenni, de arról hat szavazattal lemaradt. 1691–1704 között volt ebben a funkcióban. 1694-ben Bánffy György kormányzóval egyeztetve feleségül adta Bethlen Katalint ifjabb Apafihoz. Ennek oka vitatott, talán csak családi kapcsolatot szeretett volna a fejedelemmel, talán már ekkor sejtették, hogy Apafit Bécsben tartják majd és ezzel akadályozták meg, hogy idegen, esetleg katolikus nőt adjanak hozzá.
Egy Hollandiában kiadott Erdély szomorú sorsáról szóló könyve miatt Rabutin élete végéig bécsi fogságban tartotta. Rabságában alkotta élete főművét (Önéletírásom), amelyet gyermekeinek írt okulásul, magyar nyelven.
Első felesége Kun Ilona, fiatalon elhunyt, második felesége Rhédey Júlia, aki templomoknak készített úrasztali terítőiről lett híres.

## Művei
- Falsitas toti mundo detecta. Antverpiae (Kolozsvár), 1672 (Bársony György ellen irva)
- Justi de Palma Florentini Austriae austeritatis, ejusdemque (Continuationis confirmatio. Venetiis (Kolozsvár), 1672 (névtelenül)
- Apologia ministrorum evangelicorum ad innocentiam suam orbi Christiano declarandam (Kolozsvár) 1677 (névtelenül)
- Epistola ad ministros exules. H. és év n. (1677)
- Corona muralis Josepho I. a regio gubernio et toto populo Transylvanico oblata. Claudiopoli, 1703
- Memoires historiques contenant l'histoire des derniers troubles de Transilvanie. Amsterdam, 1736 (Az előszó szerint Reverend abbé a szerző) Magyar fordítása: Gróff Bethlen Miklós ifjúkori életének úgy Erdély ország' akkori történeteinek, tulajdon magától Frantzia Nyelven való leirása. Magyarra ford., és kiadta: Református Kollégium, Kolozsvár, 1804.
- Histoire des révolutiones de Hongrie. Avec les mémoires du prince François Rákóczy sur la guerre de Hongrie depuis 1703 jusqu'á sa fin, et ceux du comte Betlen Miklos sur les affaires de Transilvanie. Tom. 1-2.; Neaulme, La Haye, 1739
- Bethlen Miklós, Gróff ifiukori életének úgy Erdély ország akkori történeteinek le-írása; fordítatott és ki-ad. a Magyar Nemzeti Játtzó Szín hasznára; Református Kollégium Ny., Kolozsvár, 1804 Online
- Élete, magától igazán iratott, kit az Isten tud (1642–1703); Gróf Bethlen Miklós önéletírása, 1-2.; kiad. Szalay László; Heckenast, Pest, 1858–1860 (Önéletirása két kötetben. M. Tört. Emlékek II. és III. köt.)
- Bethlen Miklós gróf történeti emlékrajzai; franciából ford. Toldy István; Emich, Pest, 1864
- Gróf Bethlen Miklós önéletírása. Pest : Heckenast, 1858–1860 Online
- Haldokló Erdély. 1662–1703. Cserei Mihály, Rozsnyai Dávid, Bethlen Miklós, Kornis Gáspár, Inczédi Pál és Misztótfalusi Kis Miklós írásaiból; bev. Makkai Sándor; Franklin, Bp., 1942 (Erdély öröksége)
- Bethlen Miklós gróf Önéletírása; bev., sajtó alá rend. Tolnai Gábor; Ardói, Bp., 1943 (Magyar századok)
- Önéletírás, 1-2.; bev. Tolnai Gábor, sajtó alá rend., jegyz. V. Windisch Éva; Szépirodalmi, Bp., 1955 (Magyar századok)
- Bethlen Miklós önéletírása; vál., bev., jegyz. Bernád Ágoston; Kriterion, Bukarest, 1970 (Téka)
- Kemény János és Bethlen Miklós művei; szöveggond., jegyz. V. Windisch Éva munkája, Szépirodalmi, Bp., 1980 (Magyar remekírók)
- Dominique Révérend: Bethlen Miklós emlékiratai / Mémoires historiques du Comte Betlem-Niklos, contenant l'histoire des derniers troubles de Transylvanie; utószó, jegyz. Köpeczy Béla, szöveggond., jegyz. Steinert Ágota, franciából ford. Toldy István; Helikon, Bp., 1984
- Bethlen Miklós levelei, 1-2.; összegyűjt., sajtó alá rend., bev. Jankovics József, latin részek ford. Kulcsár Péter, jegyz. Nényei Gáborné; Akadémiai, Bp., 1987 (Régi magyar prózai emlékek)
- Nicolae Bethlen: Descrierea vieţii sale de către el însuşi (Gróf Bethlen Miklós önéletírása); románra ford. Pap Ferenc, előszó Camil Mureşanu; Casa Cărţii de Ştiintă, Cluj-Napoca, 2004
- The autobiography of Miklós Bethlen (Gróf Bethlen Miklós önéletírása); angolra ford. Bernard Adams; Bahrain–Kegan, London–New York, 2004
- Olaj ágat viselő Noe galambja avagy a magyarországi és erdélyi gyuladásnak eloltására és tökéletes békesség megszerzésére készíttetett korsó viz (kéziratban maradt)

### Szépirodalmi feldolgozások
- P. Szathmáry Károly: Bethlen Miklós. Regényes életrajz; Müller Ny., Pest, 1858
- Illyés Géza: Bethlen Miklós; Erdélyi Református Egyházkerület Iratterjesztésének Kiadványa, s.l., 1930 (Ünnepnapok)